# Femmes de la nuit (film, 1992)
Pour les articles homonymes, voir Femmes de la nuit.
Pour plus de détails, voir Fiche technique et Distribution.
Femmes de la nuit (Spiando Marina) est un giallo érotique italien réalisé par Sergio Martino et sorti en 1992. Il est tourné à Buenos Aires en Argentine.

## Synopsis
Mark Derrick, ancien flic corrompu de Miami et désormais tueur à gages, s'envole pour Buenos Aires afin d'éliminer Hank, un dangereux et puissant chef de la mafia locale, qui est derrière le meurtre de sa femme et de son fils. Sous le faux nom de Martinez, il trouve prêt un appartement équipé d'armes, de vêtements et d'un fax par lequel il recevra des ordres. Mais aussitôt, de l'appartement voisin, il entend les gémissements d'une femme, lors d'un rapport érotique manifestement sadique, et intrigué, il commence à épier du balcon la chambre voisine, où il voit l'auteur de ces gémissements.
La voisine de l'appartement est Marina Valdez, une fille riche, sensuelle et provocante ; elle est aussi la femme du chef mafieux. Plus tard, elle entre directement dans la maison de Mark pour ramasser un serpent inoffensif avec lequel elle joue. Ainsi, ils apprennent à se connaître et une relation basée sur la passion, associée à une soif mutuelle de sang, s'établit entre eux : Marina le séduit pour nourrir son désir de vengeance contre son propre mari, et Mark en profite pour rendre ses représailles plus stimulantes et satisfaisantes.
Marina et Mark seront impliqués dans une parabole complexe de doubles trahisons qui culmine dans un rebondissement final.

## Fiche technique
- Titre original italien : Spiando Marina[1]
- Titre français : Femmes de la nuit[2]
- Réalisateur : Sergio Martino
- Scénario : Sergio Martino, Piero Regnoli
- Photographie : Giancarlo Ferrando
- Montage : Alberto Moriani
- Musique : Luigi Ceccarelli
- Costumes : Silvio Laurenzi
- Production : Luciano Martino
- Société de production : Dania Film, National Cinematografica
- Pays de production :  Italie
- Langue originale : italien
- Format : Couleur - 1,85:1 - Son mono - 35 mm
- Durée : 86 minutes
- Genre : Giallo érotique
- Dates de sortie :
  - Italie : 23 mai 1992
  - France : 15 février 1995[2]

## Distribution
- Debora Caprioglio : Marina Valdez
- Steve Bond : Mark Derrick
- Sharon Twomey : Irène
- Leonardo Treviglio : Hank
- Pedro Loeb : Steinberg
- Raffaella Offidani : prostituée
- Raffaele Mottola :
- Martín Coria : Indien
- Roberto Ricci : le tueur de Miami